# Eratos
Eratos (starořecky Ἔρατος, latinsky Eratus) byl v polovině osmého století před Kr. argejský král. (pravděpodobně mytický)
Antický autor Pausaniás zaznamenal, že když spartský král Nikandros napadl se svým vojskem Argolis, Asinčané žijící v této oblasti se spolu s ním do této invaze zapojili. Po odchodu Sparťanů se však argejský král Eratos rozhodl Asinčanům pomstít a zorganizoval proti nim vojenskou výpravu. Asinčané se mezitím stačili zachránit útěkem. Své rodiny naložili na plavidla a svou vlast opustili.